# NGC 1077/2
NGC 1077/2 је спирална галаксија у сазвежђу Персеј која се налази на NGC листи објеката дубоког неба.
Деклинација објекта је + 40° 5' 36" а ректасцензија 2h 46m 2,9s. Привидна величина (магнитуда) објекта NGC 1077 износи 16,3 а фотографска магнитуда 17,1. NGC 10772 је још познат и под ознакама NGC 1077B, MCG 7-6-68, CGCG 539-95, PGC 10465.